# Joachim Jacob Unger

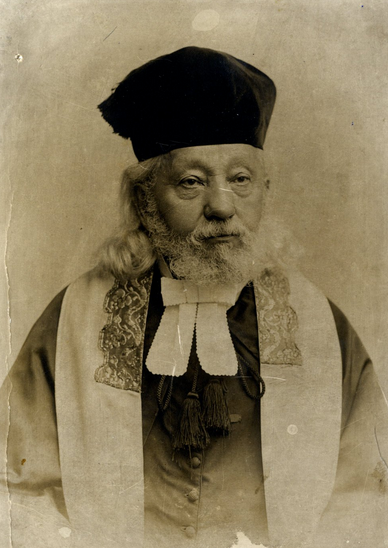
Joachim Jacob Unger

Joachim Jacob Unger, auch Joachim Jakob Unger (16. November 1826 in Humenné – 16. Oktober 1912 in Iglau) war ein österreichischer Rabbiner und Autor.

## Leben
Unger studierte an verschiedenen Talmudschulen und an der Universität Berlin Philosophie und orientalische Philologie. 1858 wurde er in Halle mit einer Arbeit über mittelalterliche jüdische Poesie promoviert.
Im Jahr 1860 wurde er erster Rabbiner der jüdischen Gemeinde in Jihlava (deutsch Iglau), wo 1863 die Synagoge eingeweiht wurde. Dort war er bis zu seinem Tod tätig.

## Werke (Auswahl)
- Hebräische Philologie und Biblische Exegese. In: Mannheimer-Album, Wien 1864
- Bemerkungen über die Phönicischen Opfertafeln von Marseille und Carthago. In: Zeitschrift der Deutschen Morgenländischen Gesellschaft
- Die Judenfrage in Preussen. In: Die Neuzeit, 1874
- Patriotische Casual-Reden. Iglau 1881 (2. Auflage, Prag 1899)
- Dichtungen. Prag 1885
- Fest- und Sabbath-Predigten. Prag und Breslau 1903